# Turmaliner

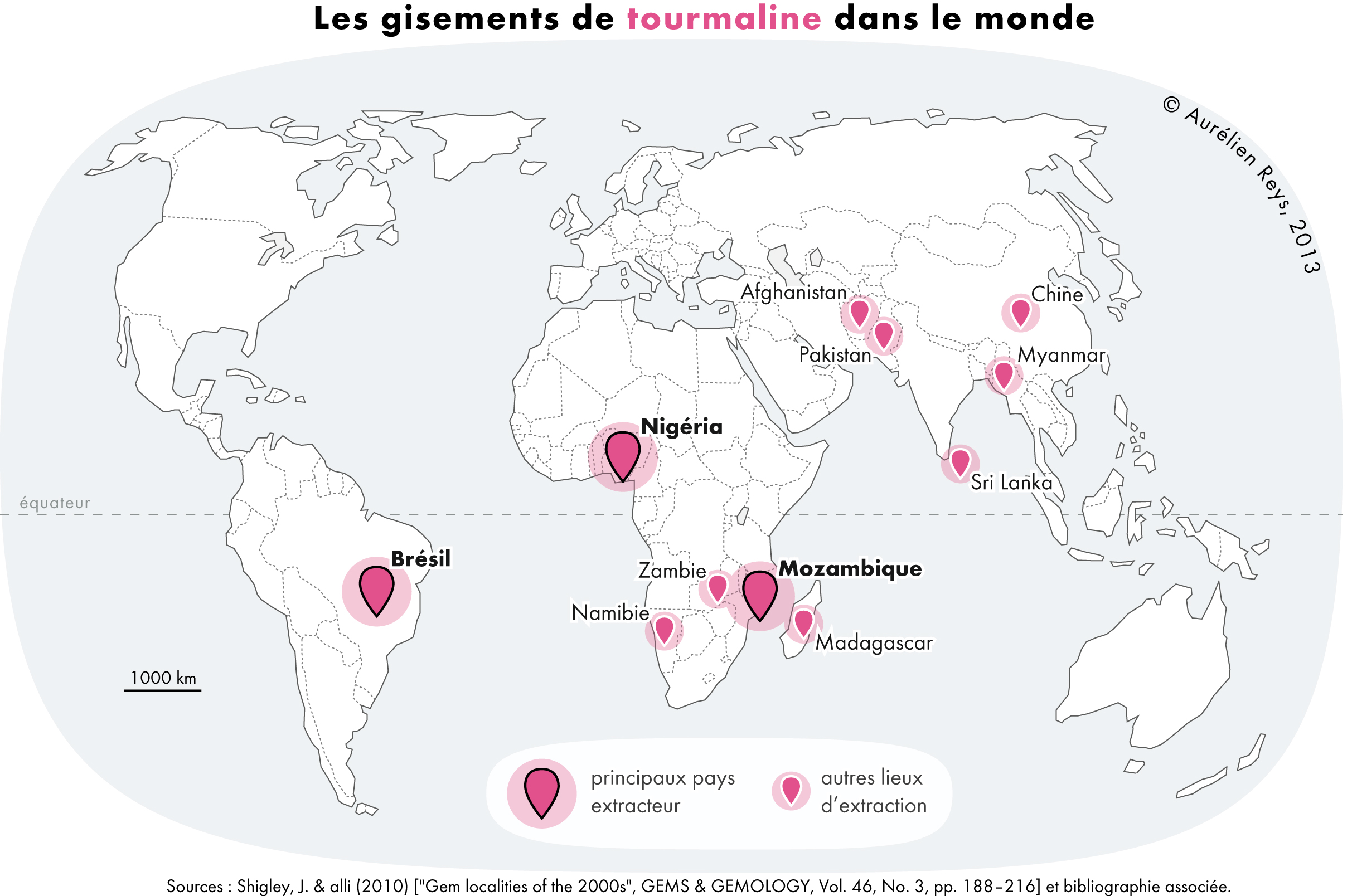
De viktigaste turmalinproducerande länderna

Turmaliner är en grupp mineral med komplex kemisk sammansättning (aluminiumboratsilikater av alkalimetaller och magnesium) XY3Z6(T6O18)(BO3)3V3W där X=Na, Ca, K och vakans; Y=Fe3+,Mg, Mn3+, Al, Fe3+, Cr3+; Z=Al, Fe3+, Cr3+; T=Si, Al, B3+; B= B3+; V=(OH), O; W=(OH), F, O. Mineralen är cyklosilikater och bildar trigonala kristaller. De har oftast långsträckt form med rundat triangelformat tvärsnitt, så kallad korpulent triangel. 

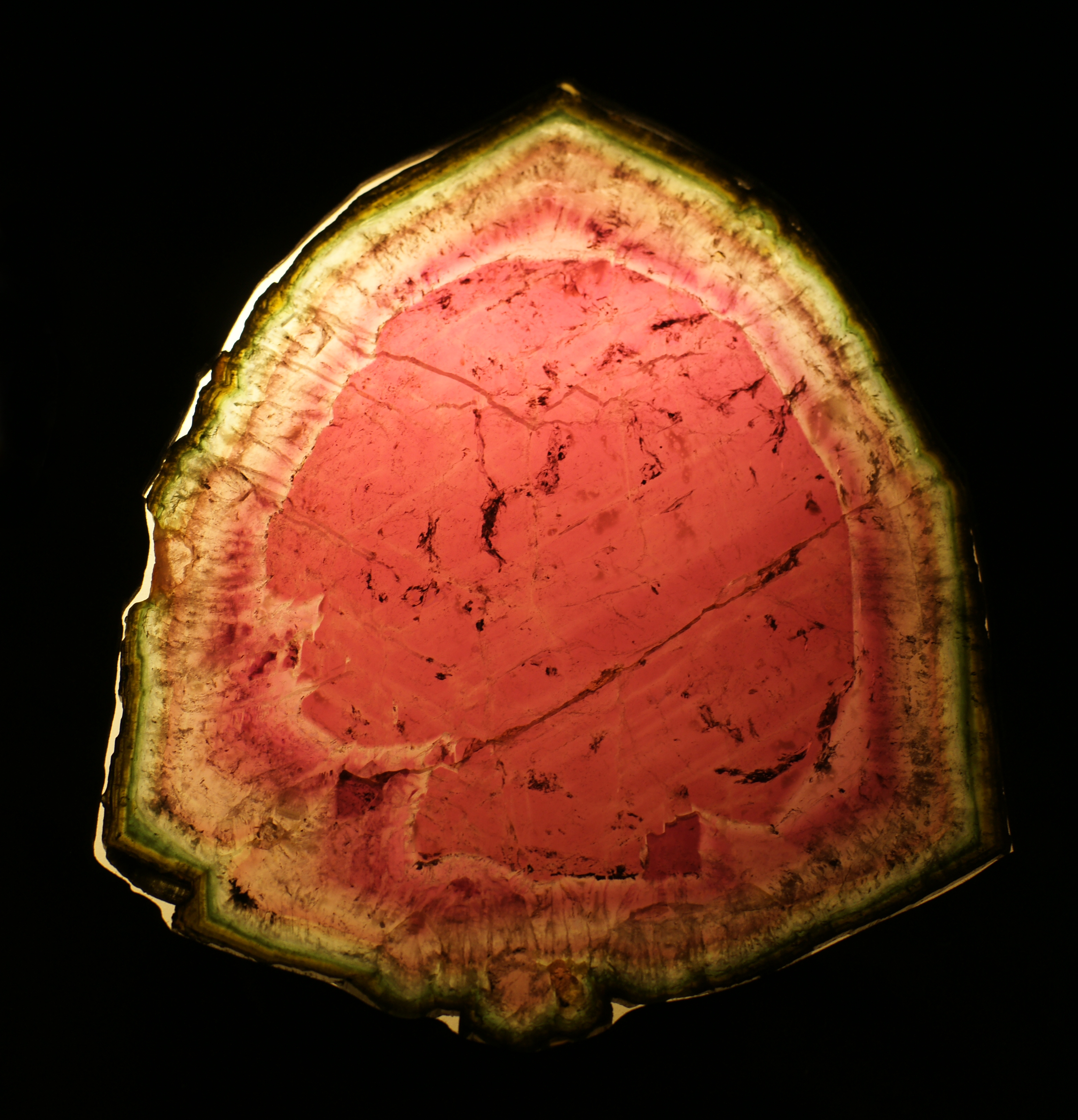
En turmalin i tvärsnitt

Färgvarianterna är typiska för fyndorten.
Större fyndigheter av turmaliner finns i Sri Lanka, Brasilien, Madagaskar, Afghanistan och Moçambique (röda och tvåfärgade stenar).
Mindre fyndigheter i Angola, Australien, f d Sovjetunionen, Indien, Myanmar, Namibia, Tanzania, Thailand, USA, Zambia.
Sällsynt i Schweiz Ticino och på Elba (i mineralet elbait).
Turmaliner hittas ofta i pegmatiter tillsammans med lepidolit och spodumen, och ibland också i avlagringar.
Turmaliner är också de ädelstenar som kan uppvisa flest färger. De kan efterlikna praktiskt taget alla ädelstenar i färg, från färglöst till helt svart och alla färger däremellan. Flerfärgade turmaliner förekommer också. Namnet kommer från singalesiskans tura mali, som betyder "mångfärgad sten". Sällsynt finns färgändrande stenar, som skiftar färg mellan dagsljus och konstljus (alexandriteffekt) och stenar med så kallad kattögoneffekt.
En annan utmärkande egenskap för turmaliner är att de är pyroelektriska, det vill säga får elektrisk laddning vid upphettning. I Nederländerna utnyttjades denna egenskap för att dra ut askan ur sjöskumpipor. På grund av detta kallades turmalin "aschentrekker" (askdragare, askblåsare).
Färgrikedomen beror på att även minimala ändringar i den kemiska sammansättningen ger upphov till mycket stora färgändringar, en typisk egenskap för just turmaliner. De har en ibland mycket tydlig pleokroism (dikroism), d.v.s. uppvisar två olika färger beroende på från vilken riktning den betraktas. Detta ger en vacker effekt när man sakta vrider på stenen.
I en mångfärgad kristall, såsom i illustrationen ligger färgerna i skivor med varierande störämnen. Om kristallen sågas tvärsöver fås smyckematerial för särskilt intressanta färgvariationer.
En del av de historiskt mest kända "rubinerna" har i efterhand visat sig egentligen vara rubelliter, det vill säga rubinliknande turmaliner. Ett exempel på en sådan "rubin", som alltså egentligen är en turmalin, är stenen i ett smycke som Gustav III skänkte till den ryska kejsarinnan Katarina den stora. Den är 4 cm lång och väger 255 carat (51 gram). Smycket finns nu i Kremlmuseet i Moskva.
Värdet varierar enormt, från helt överkomliga priser till mycket höga caratpriser för de bästa stenarna från Paraíbaområdet i Brasilien (diamanter är en riktigt vanlig ädelsten i jämförelse med dessa). Syntetiska turmaliner förekommer inte på marknaden. Det har visat sig vara för svårt att syntetisera turmaliner.
Ofta är turmaliner som smyckesten helt obehandlade, ibland upphettade, och i sällsynta fall har de oljats eller bestrålats. Turmalin är en robust sten som tål slitage bra och därför är utmärkt som smyckesten. Den bör dock inte utsättas för starka syror.
Några olika mineral och varieteter:
| * Akroit:    | färglös,                                   |
| * Dravit:    | brun                                       |
| * Indigolit: | blå                                        |
| * Rubellit:  | röd, rosa (den dyrbaraste varieteten)      |
| * Skörl:     | svart                                      |
| * Siberit:   | rödviolett, blåviolett                     |
| * Verdelit:  | grön (den i smycken vanligaste varieteten) |

Intensiva kromfärger liksom rent gult förekommer.

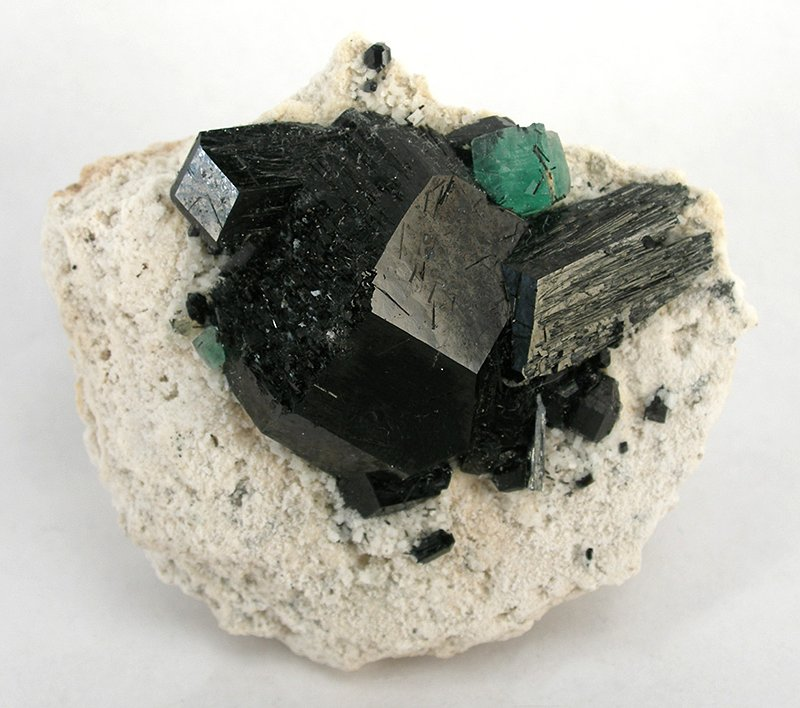
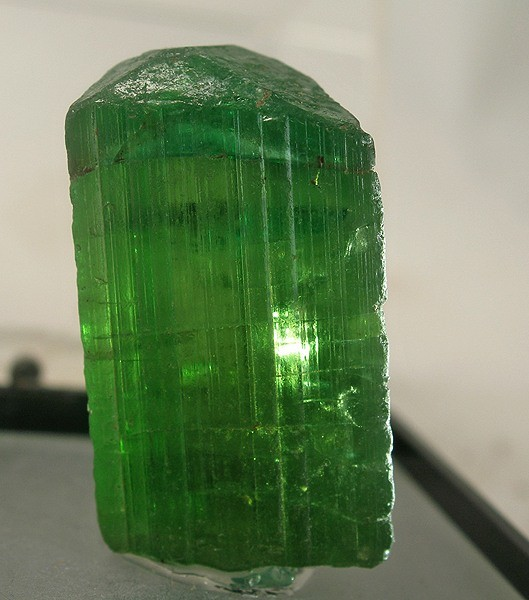
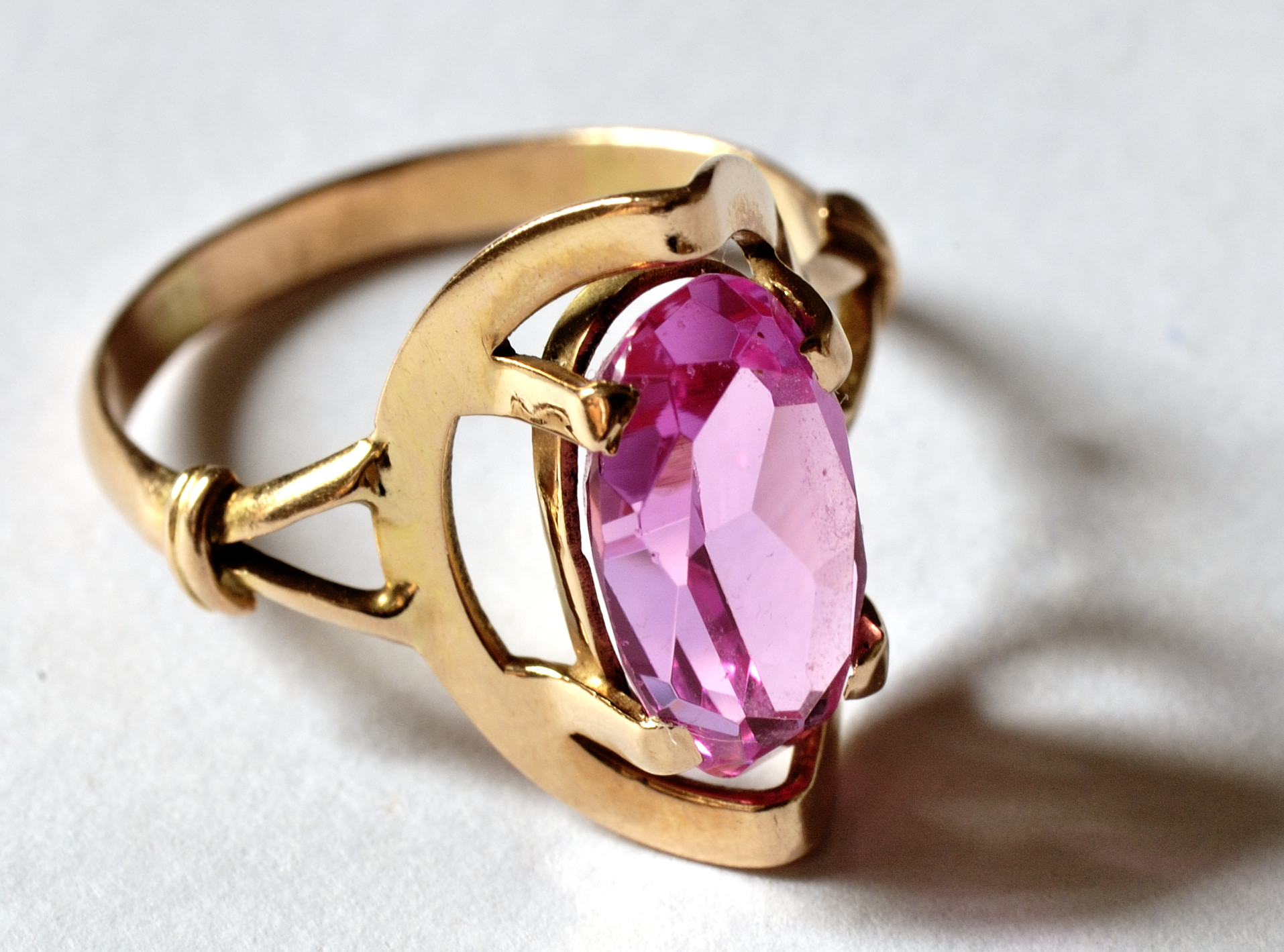
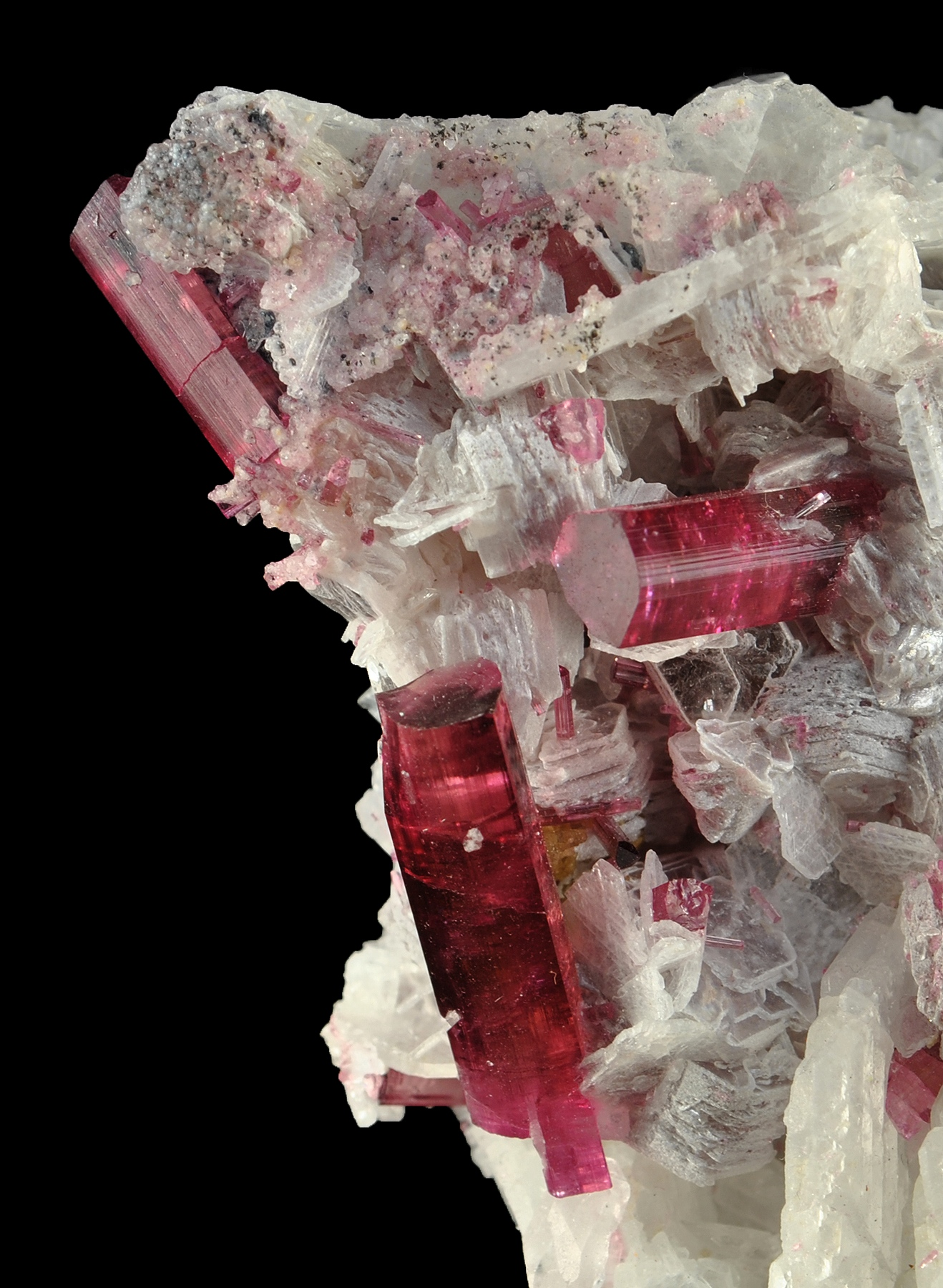
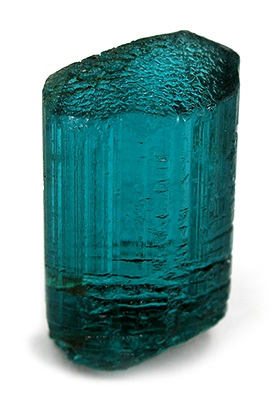
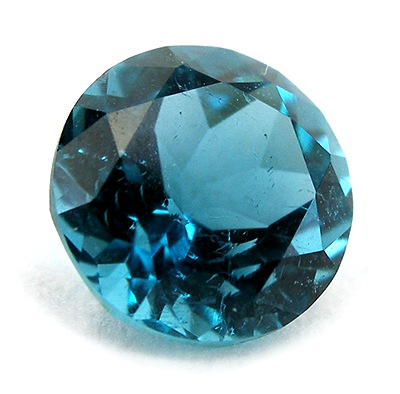
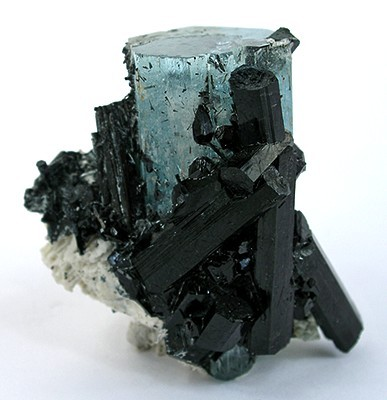
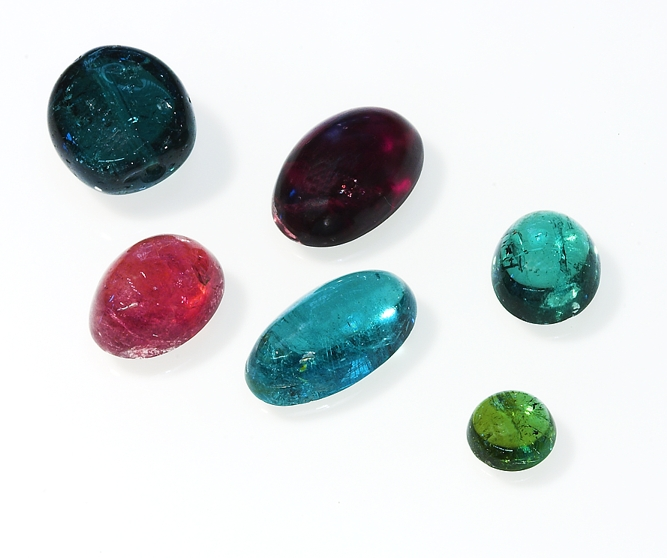